# Ciac
Ciac Oradea este o companie de construcții din România.
A fost înființată la data de 5 iunie 1991 prin privatizarea fostului Șantier de Construcții - Montaj din cadrul Întreprinderii Județene de Gospodărie Comunală și Locativă Bihor cu sediul în Oradea și preluarea parțială a patrimoniului și personalului acestuia.
Compania este deținută de omul de afaceri Ioan Mintaș, consilier local și prim-vicepreședinte al Consiliului Național al Întreprinderilor Private Mici și Mijlocii din România (CNIPMMR).
Număr de angajați în 2010: 650
Cifra de afaceri:
- 2009: 15,3 milioane lei[5]
- 2008: 30 milioane lei[4]